# Асбери, Фрэнсис
Фрэнсис Асбери (англ. Francis Asbury; 20 или 21 августа 1745 г. — 31 марта 1816 г.) — британо-американский методистский священник, ставший одним из первых епископов Методистской епископальной церкви в Соединенных Штатах. Проведя 45 лет в британских колониях и молодой американской республике, он полностью посвятил себя служению, преодолевая тысячи миль верхом и в повозке, чтобы нести Евангелие поселенцам на границе цивилизации.
Асбери стал одним из ключевых деятелей, способствовавших распространению методизма в колониальной Америке и США в эпоху Второго великого пробуждения. Хотя сам он получил лишь скромное формальное образование, за свою жизнь он основал несколько школ. Его дневники представляют большую ценность для историков: в них живо описана жизнь на американской границе, упоминаются многие города и посёлки той эпохи.Наряду с Джоном и Чарльзом Уэсли, Фрэнсис Асбери по праву считается одним из отцов-основателей методистской церкви.

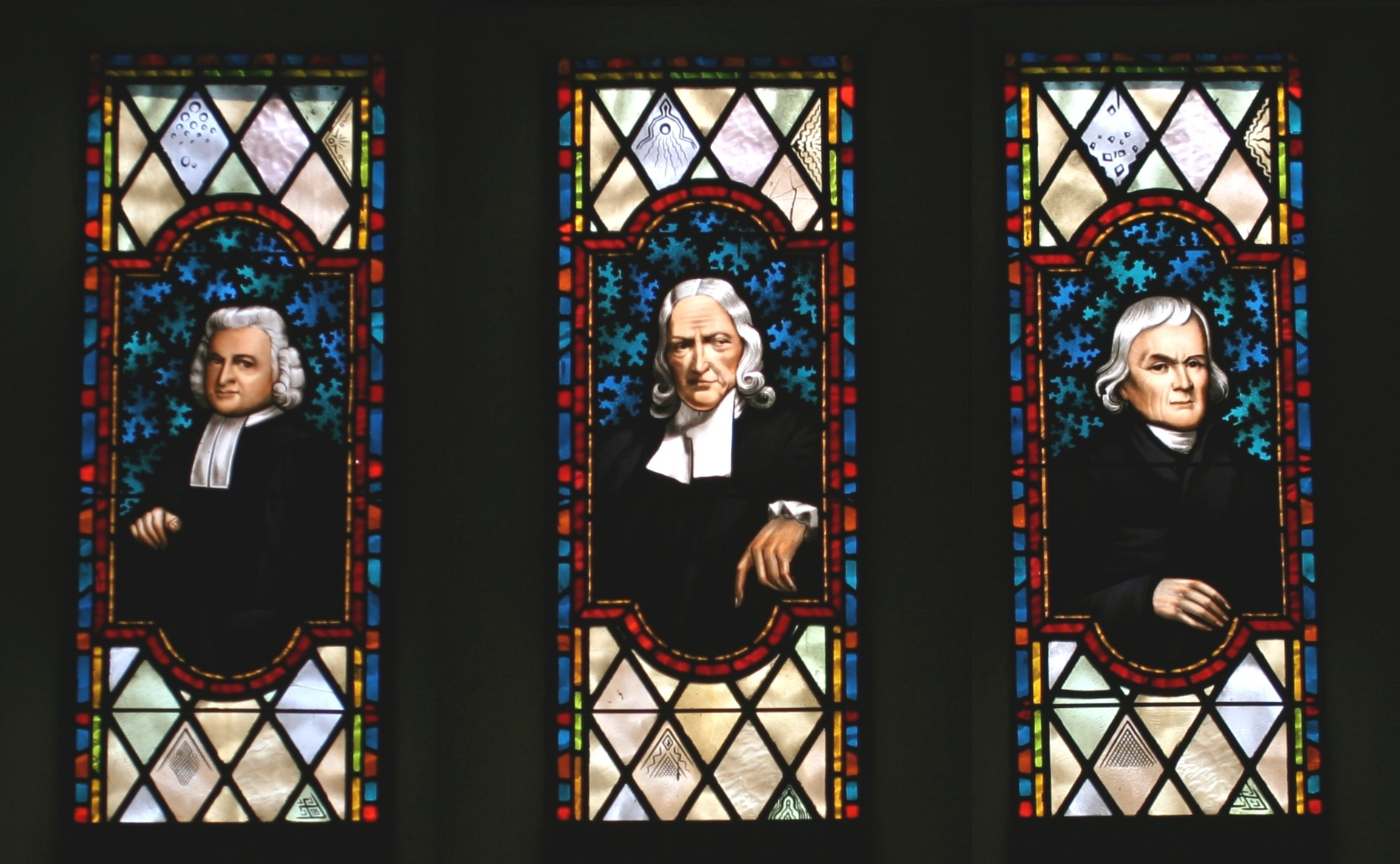
Витражное стекло: Чарльз Уэсли, Джон Уэсли и Фрэнсис Эсбери, Мемориальная часовня, озеро Джуналаска, Северная Каролина

## Биография

### Детство и юность
Фрэнсис Асбери родился 20 или 21 августа 1745 года в Хэмстед-Бридже, графство Стаффордшир, Англия, в семье Элизабет и Джозефа Асбери. Спустя год семья переехала в небольшой коттедж в деревне Грейт-Бар. Именно там, среди скромного сельского быта, прошло его раннее детство.

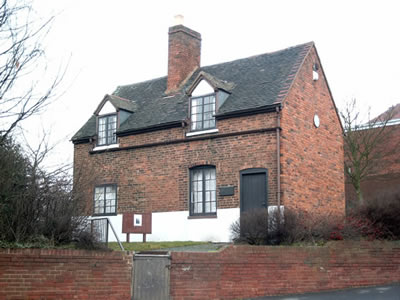
Коттедж епископа Асбери — дом детства Фрэнсиса в Грейт-Баре, ныне превращённый в музей.

Когда Фрэнсису ещё не исполнилось и трёх лет, в мае 1748 года, умерла его старшая сестра Сара. Позже он писал, что после её смерти мать погрузилась в глубокую скорбь: «Она была женщиной, весьма приверженной миру… Но с той поры сникла, впала в мрак, тьму, тьму, глубокую тьму…» Только спустя несколько лет Элизабет вновь обрела веру, когда в их деревню стали приезжать странствующие проповедники — баптисты или методисты. Она начала читать Библию каждый день и приучила к этому сына.
Отец, по словам Фрэнсиса, был трудолюбив, хотя, возможно, страдал от пороков — пьянства или страсти к азартным играм. Тем не менее, он поддержал жену в её религиозном обращении и разрешал проводить методистские собрания прямо в их доме каждое воскресенье.
В середине XVIII века Западный Мидлендс переживал бурные перемены: промышленная революция превращала округу в один из центров фабричного производства. Вокруг появлялись шахты, мастерские, рабочие кварталы — и вместе с ними нищета, пьянство, беспорядки. Семья Асбери жила в доме при трактире на главной дороге между шахтами и городскими заводами, так что юный Фрэнсис с ранних лет видел обе стороны английского прогресса.
Он учился в школе в небольшом селении Снейлс-Грин, но отношения со сверстниками не сложились: мальчики насмехались над ним за веру его матери. В местных деревнях, особенно в Уэнсбери, в 1740-х и 1750-х происходили антиметодистские бунты, и религиозная неприязнь ощущалась остро. Асбери не поладил и с учителем, поэтому вскоре покинул школу.
Семилетним ребёнком он уже чувствовал в сердце присутствие Бога. Недалеко от их дома находилась церковь Всех Святых в Уэст-Бромидже. Её покровителем был методист — граф Дартмут, а пастором — евангельский проповедник Эдвард Стиллингхерст, приглашавший в церковь лучших богословов и миссионеров своего времени: Джона Флетчера, Джона Райланда, Генри Венна, Джона Сенника и Бенджамина Ингема. Мать поощряла сына к знакомству с методистами в Уэнсбери, и вскоре Фрэнсис вошёл в молитвенную группу из пяти юношей. Их воскресенье начиналось в 5 утра с проповеди, затем было причастие в приходской церкви, а в 5 вечера — ещё одно собрание.
В тринадцать лет Асбери поступил «в услужение» к местным джентльменам, которых позже описал как «самую безбожную семью во всей округе». Он вскоре ушёл от них и, по всей вероятности, устроился работать на кузницу Old Forge Farm («Древняя кузница)», принадлежащую Томасу Фоксаллу. Там он изготавливал металлические изделия и подружился с сыном хозяина, Генри. Их дружба продолжилась и после того, как Генри эмигрировал в колонии, где открыл литейную мастерскую и основал церковь Foundry в Джорджтауне (ныне часть Вашингтона).
Фрэнсис начал проповедовать в родных краях, а затем стал странствующим проповедником, посвятив себя делу методизма.

### Деятельность Асбери в Америке
Когда Фрэнсису Асбери исполнилось 22 года, его официально утвердил Джон Уэсли в качестве странствующего проповедника-мирянина. Обычно такие обязанности поручались молодым, неженатым мужчинам, которых называли «увещевателями» (exhorters). В 1771 году Асбери добровольно вызвался отправиться в Британскую Северную Америку, в Тринадцать колоний. Свою первую проповедь он произнёс перед методистским собранием в Вудроу, на Стейтен-Айленде. Уже в первые 17 дней пребывания в Новом Свете он успел побывать с проповедями как в Филадельфии, так и в Нью-Йорке. В течение первого года служения Асбери работал помощником Уэсли и посетил с проповедями 25 различных поселений. Когда в 1775 году началась Война за независимость, Асбери и Джеймс Демпстер оказались единственными британскими методистскими проповедниками, оставшимися в Америке.
«В первые годы своего служения в Северной Америке Асбери сосредоточил внимание на последователях, живших на восточном побережье между рекой Делавэр и заливом Чесапик. Епископ Асбери был близким другом семьи Мелсонов и не раз бывал у них в гостях во время своих поездок. Когда началась Американская революция и были разорваны традиционные связи между колониями и Великобританией, Асбери, верный своим религиозным убеждениям и стремясь не поддаться политическому и военному накалу, охватившему страну, публично заявил, что, дабы сохранить нейтралитет формирующихся методистских общин, не станет выражать поддержки ни британской короне, ни новому правительству Соединённых Штатов Америки. Он призвал своих последователей поступать так же. Это поставило многих его сторонников, особенно в Мэриленде, в крайне затруднительное положение. Штат принял закон, обязывающий всех граждан приносить присягу на верность Американскому конгрессу. Причём этот закон распространялся даже на приезжих, временно находившихся на территории штата. Отказников ждал арест и обвинение в государственной измене. После своего заявления о нейтралитете Асбери бежал в Делавэр — один из немногих штатов, где присяга не была обязательной. Тем временем его последователи в Мэриленде испытали на себе всю тяжесть преследований со стороны сторонников присяги.»
Во время войны Асбери скрывался и лишь изредка возвращался в Мэриленд — что иногда ставило под угрозу его паству.
Асбери был убеждён, что рабство есть преступление против закона Божьего, человеческого и естественного. В 1780 году он встретил освобождённого раба Генри Хозиэра, известного как «Чёрный Гарри» — встречу, которую сам Асбери считал устроенной Провидением. Хозиэр стал его возницей и проводником. Хотя он был неграмотным, он запоминал наизусть длинные отрывки из Библии, которые Асбери читал ему вслух во время путешествий. Со временем Хозиэр стал известным проповедником — одним из афроамериканцев, открыто проповедовавшим перед белыми прихожанами в истории Соединённых Штатов.

### Лагерное собрание

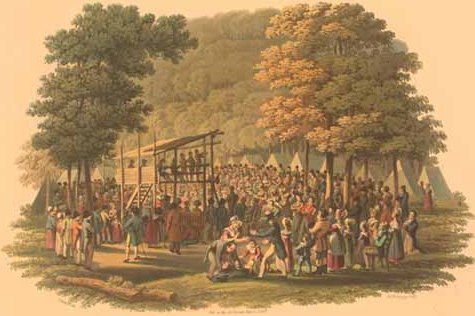
«Лагерное собрание методистов», гравюра Жака Жирара Мильбера, 1819 год

Осенью 1800 года Фрэнсис Асбери стал свидетелем одного из событий так называемого Великого пробуждения 1800 года, когда путешествовал из Кентукки в Теннесси. Совместное причастие, проведённое пресвитерианами и методистами, произвело на него сильное впечатление. Это было для него первым опытом многодневных собраний, на которые съезжались верующие, ночуя прямо на месте — кто в палатках, кто в повозках, окруживших дом собраний. Асбери подробно описал происходящее в своём дневнике: записи свидетельствуют о зарождении связи между пробуждением и лагерными собраниями, которые впоследствии станут характерной чертой методизма на границе освоенных территорий в XIX веке.

### Рукоположение в сан епископа

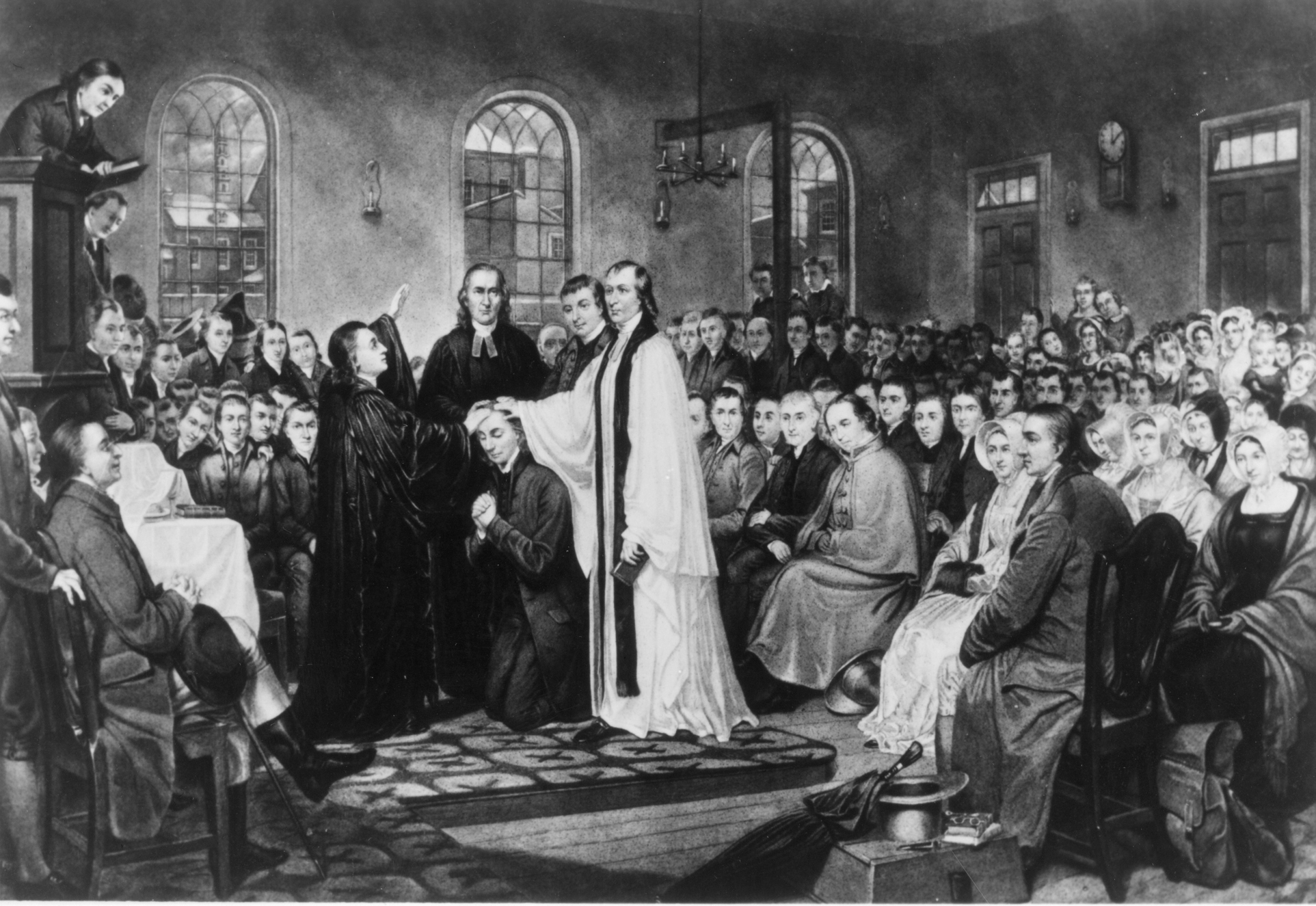
«Рукоположение епископа Асбери», гравюра с картины 1882 года, изображающей эту сцену

В 1784 году Джон Уэсли назначил Асбери и Томаса Коука совместными суперинтендантами методистской миссии в Соединённых Штатах. Так называемая Рождественская конференция того же года ознаменовала собой рождение Методистской епископальной церкви в Америке. Именно во время этой конференции Асбери был рукоположён Коуком.
В течение следующих 32 лет Асбери возглавлял всё американское методистское движение. Однако его лидерство не осталось без споров. Его идея о правящем совете встретила сопротивление со стороны таких выдающихся деятелей, как Уильям МакКендри, Джесси Ли и Джеймс О’Келли. В конце концов, прислушавшись к совету Коука, в 1792 году Асбери учредил Генеральную конференцию — орган, в который могли быть избраны делегаты, — тем самым заложив основу для более широкого представительства и поддержки.

### Его путешествия
Подобно Джону Уэсли, Фрэнсис Асбери проповедовал в самых разных местах: в судовых залах и трактирах, в табачных сараях, на полях, на городских площадях — везде, где собиралась толпа, готовая его слушать. До конца своей жизни он ежегодно проезжал в среднем около 6 000 миль, проповедуя практически каждый день, проводя собрания и конференции.
Под его руководством Методистская церковь выросла с 1 200 до 214 000 членов, а число рукоположённых проповедников достигло 700. Среди тех, кого он рукополагал, был Ричард Аллен из Филадельфии — первый чернокожий методистский проповедник в Соединённых Штатах, впоследствии основавший Африканскую методистскую епископальную церковь — первую независимую чернокожую деноминацию в стране. Другим афроамериканцем был Даниэль Кокер, эмигрировавший в 1820 году в Сьерра-Леоне, где он стал первым методистским проповедником, прибывшим туда с Запада.
Осенью 1806 года епископ Асбери также рукоположил Питера Картрайта, который впоследствии стал одним из самых известных проповедников на американской границе.

### Ухудшение здоровья и смерть
В 1813 году Асбери составил завещание. Это совпало с периодом, который описывали как «величайший прирост численности членов за всю историю Церкви». Уже в 1814 году его здоровье стало ухудшаться, он серьёзно заболел. Однако в 1816 году он ненадолго окреп и вновь отправился в путь, продолжая проповедовать. Свою последнюю проповедь он произнёс 24 марта в Ричмонде, штат Виргиния, а спустя неделю — 31 марта — скончался в доме своего друга, фермера Джорджа Арнольда неподалёку от Фредериксберга. Похоронен он был на кладбище Маунт-Оливет в Балтиморе, рядом с могилами епископов Джона Эмори и Беверли Уо.

## Богословский подход
Фрэнсис Асбери разделял основные положения арминианского богословия, характерного для методизма времён Джона Уэсли, при этом делая упор на практическое благочестие, дисциплину и проповедническую активность.
Асбери подчёркивал важность личного обращения, освящения и святости жизни как центральных тем христианского опыта. В отличие от академических богословов, он предпочитал богословие, укоренённое в повседневной практике верующих. Его дневники демонстрируют, что Асбери считал религиозное возрождение не только возможным, но и необходимым для духовного здоровья нации.
Он также был осторожен в вопросах церковного управления: Асбери настаивал на епископальной структуре методизма в Америке, подчёркивая необходимость порядка, но при этом сохранял гибкость в подходах к рукоположению, литургии и образованию духовенства.

Фрэнсис Асбери считался выдающимся проповедником. Его биограф, Эзра Сквайр Типпл, писал:

«Если говорить с властью, как истинный посланник Бога; если иметь удостоверение, скреплённое печатью небес; если, поднося трубу к устам, сам Всемогущий изливает через неё глас; если ощущение постоянного присутствия Бога — Бога, Который зовёт, Бога, Который помазывает, Бога-Судии — наполняет сердце и превращается в слово, способное заставить слушателей трепетать, таять от страха и падать, как мёртвые, — если всё это и есть признаки великого проповедника, то Асбери был великим проповедником».
Несмотря на отсутствие богословского образования, Асбери оказал значительное влияние на развитие американского методистского богословия как богословия действия и дисциплины. Его стиль проповеди и духовное руководство вдохновляли как мирян, так и служителей, способствуя распространению методизма на огромной территории Соединённых Штатов.

## Влияние на образование
Фрэнсис Асбери сыграл важную роль в развитии образования в ранней методистской церкви Соединённых Штатов. Он рассматривал просвещение как неотъемлемую часть миссии церкви и активно способствовал созданию школ и колледжей, особенно в условиях развивающейся американской периферии, где доступ к образованию был ограничен.
С самого начала своего служения в Америке Асбери поощрял методистские общества к организации учебных занятий — как воскресных, так и будничных — с целью обучения грамоте, чтению Библии и основам нравственности. Он понимал, что религиозное возрождение невозможно без интеллектуального просвещения. Асбери писал: «Знание и святость идут рука об руку в деле построения Божьего царства».
Одним из наиболее заметных результатов его усилий стало основание в 1787 году Вефильской академии (Bethel Academy) в Кентукки — одного из первых учебных заведений методистской церкви на Западной границе. Эта академия служила моделью для других региональных школ. Асбери лично инспектировал её деятельность и добивался привлечения квалифицированных преподавателей.
Он также активно поддерживал инициативу по созданию более высокого образования для проповедников и мирян. Во многом благодаря его усилиям и вдохновению в 1816 году был основан Аскбери-колледж (позднее переименованный в Университет Дьюка). Хотя сам Асбери не имел формального университетского образования, он обладал обширными знаниями, вёл дневник, в котором размышлял о богословии, истории и классической литературе.
Асбери пропагандировал инклюзивную модель образования, охватывающую как мужчин, так и женщин, и часто обращал внимание на необходимость доступного образования для детей бедняков, фермеров и афроамериканцев. Его образовательная деятельность стала частью более широкой методистской программы, которая сыграла ключевую роль в развитии гражданского общества в послереволюционной Америке.

## Черты характера и привычки
Фрэнсис Асбери испытывал нелюбовь к личной популярности и столь же явное отвращение к публичности. Не будучи человеком тщеславным, он не стремился увековечить свой облик. Прошло двадцать три года с момента его прибытия в Америку и десять лет со дня его епископского рукоположения, прежде чем он позволил написать с себя портрет — и то лишь по настоянию друга, Джеймса МакКэннона. Первый портрет был написан в 1797 году для его матери. Последний — в 1813 году, неизвестным художником в городе Страсбург, штат Пенсильвания.
Асбери порой поддавался мрачным мыслям и настроениям. Он сам называл себя «истинным пророком дурных вестей — по складу своего ума». В своём дневнике он чаще отмечал неудачи и сомнения, чем успехи. Асбери тяготел к простоте и нередко впадал в приступы болезненной меланхолии. В проповедях он порой прибегал к сарказму, порой язвительному.
Одна из характерных его молитв, сказанная ещё по пути в Америку, звучала так:
«Господи, мы в Твоих руках и в Твоём деле. Ты знаешь, что лучше для нас и для Твоего труда — изобилие или нужда. Сердца всех людей в Твоей власти. Если для нас и для Церкви лучше быть стеснёнными и ограниченными, — пусть сердца и руки людей будут закрыты. Если же угодно Тебе, чтобы мы имели достаток — во славу Твою и на благо Церкви, — расположи сердца тех, кому мы служим, к щедрости. И научи нас быть довольными — будь то в изобилии или в нужде».

Однако, несмотря на пессимизм, близкие считали его человеком чрезвычайной чуткости.
Асбери вставал каждый день в пять утра, чтобы читать Библию.
Также он был известен тем, что не терпел промедлений и раздражался, если кто-то не исполнял порученное сразу же и в точности.

## Дневник и письма
4 сентября 1771 года, в возрасте 26 лет, Фрэнсис Асбери покинул порт Пилл близ Бристоля, Англия, отправившись в Филадельфию. Это решение далось ему нелегко: о его глубокой привязанности к дому и семье свидетельствуют как трогательные письма, так и жертвы, на которые он шёл ради близких. Однако Божий призыв был непреложен.
Перед отъездом он написал письмо родным:
«Иногда я удивляюсь, как кто-то может слушать меня, но Господь покрывает мою немощь Своей силой… Надеюсь, вы будете спокойны и умиротворены. Что до меня — я знаю, к чему призван: отказаться от всего и отдать свои руки и сердце делу, даже если это значит оставить самых близких и дорогих… Пусть другие осуждают меня за отсутствие природной привязанности, за непослушание родителям или говорят что угодно… Я люблю своих родителей и друзей, но больше люблю Бога и служение Ему… И хотя я отказался от всего, не жалею об этом, ибо нашёл всё»..

Во время этого путешествия Фрэнсис начал вести дневник, в котором изливал свои чувства и порывы, зачастую не раскрывая ни обидчика, ни сути обиды.
Асбери вёл дневник почти ежедневно на протяжении десятилетий, фиксируя в нём не только маршруты своих путешествий, но и размышления о служении, богословии, духовной жизни и состоянии общества. Эти записи отличаются лаконичностью, строгостью и сосредоточенностью на духовной дисциплине. По словам исследователя Джона Уэса Синглтона, дневники Асбери «дают уникальный взгляд на пастырскую и евангелизационную работу методистов в условиях зарождающейся американской нации».
В своём дневнике он также упоминал мнения служителей, не согласных с методистским руководством, таких как преподобный Чарльз Хопкинс из округа Поуэтэн, Виргиния, который несколько лет назад отверг методистские идеалы. Часто в записях встречается имя Томаса С. Хайнда, сына доктора Томаса Хайнда и основателя города Маунт-Кармел, Иллинойс.
Кроме того, Асбери активно вёл переписку как с другими служителями, так и с политическими и образовательными деятелями. В одном из писем к доктору Томасу Коуку он писал:
«Единство нашей миссии важнее личных амбиций. Пусть Евангелие побеждает — даже если мы потеряем признание».
Известно также письмо Асбери к Джорджу Вашингтону, где он просит президента обратить внимание на свободу совести и роль проповедников в формирующемся гражданском обществе.
Издание его дневников и писем в XIX—XX веках стало важным вкладом в историческое богословие методизма. Они часто цитируются как свидетельства становления епископальной системы, внутренней динамики раннего американского методизма и духовного мировоззрения Асбери.